# セコナイア・ポレ
セコナイア・ポレ(Sekonaia Pole、1995年4月2日 - ）は、ニュージーランド出身のラグビーユニオン選手。2025年現在ジャパンラグビーリーグワンに参戦する浦安D-Rocksに所属している。

## プロフィール
- ニュージーランド出身。
- ポジションはフッカー(HO)。
- 身長181cm、体重112kg。
- 2020年の登録名はセコナイア・ポール。

## 略歴
オタゴボーイズ高校、ウェズリーカレッジ、オタゴ、ハイランダーズを経て、2019年、NTTコミュニケーションズシャイニングアークスに加入。
2020年1月12日にジャパンラグビートップリーグ第1節日野レッドドルフィンズ戦に途中出場で日本での公式戦初出場を果たす。
2022年7月、NTT再編に伴う新チーム浦安D-Rocks選手スコッドに選ばれた。